# 7484 Dogo Onsen
7484 Dogo Onsen este un asteroid din centura principală de asteroizi.

## Descriere
7484 Dogo Onsen este un asteroid din centura principală de asteroizi. A fost descoperit pe 30 noiembrie 1994 la Kuma Kogen de Akimasa Nakamura. El prezintă o orbită caracterizată de o semiaxă mare de 2,41 ua, o excentricitate de 0,04 și o înclinație de 7,1° în raport cu ecliptica.